# Reino de Catabã
Catabã (em árabe: مملكة قتبان; romaniz.: mamlakat Qataban) foi um dos antigos reinos do Iêmem, do século VIII a.C. ao II d.C.,  chamado Quitibaina (Kittibaina) ou Catabaina (Cattabaina) por Teofrasto e cujos habitantes foram chamados castabaneis por Estrabão, catabanes ou catabanos (em latim: catabani) por Plínio, o Velho e cotabanos (cottabanoi) por Ptolomeu. A cidade de Timna, no Uádi Baiã, lhe serviu de capital e o reino de estendia no extremo canto sudoeste da Arábia, no estreito que forma a entrada do mar da Arábia (Babelmândebe). Na sua costa sul estava o porto de Adem. Tinha língua própria (catabanita), o culto ao deus Haucum, que lhe parecia exclusivo, e sua economia estava centrada no comércio de incenso e mirra.

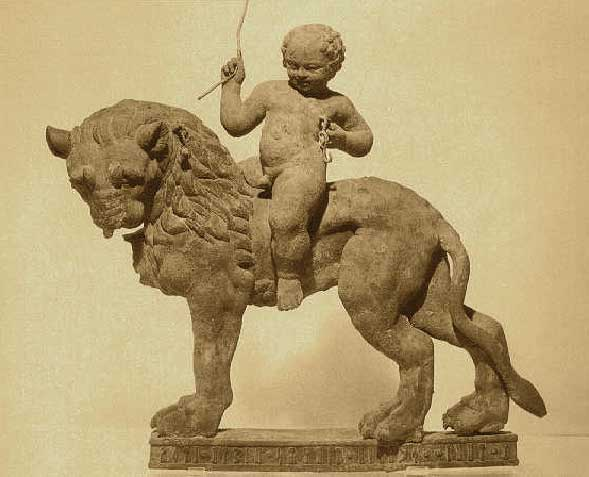
Leão de bronze com um montador feito em Catabã cerca de